# Mulini di Asola
I vecchi mulini di Asola, ormai in avanzato stato di abbandono, sono situati sulla Strada Bassa per Casalmoro uscendo verso Nord dal centro abitato.

## Storia
Nel 1367 fu scavata la Fossa Magna su ordine di Bernabò Visconti per tracciare il confine con il mantovano e fu anche usata per alimentare diversi mulini.
Ad Asola nel 1408 il capitano Guastaformula ordinò la costruzione di un mulino fuori della cinta muraria.
È citata l’esistenza di un mulino già nel 1488: fu poi distrutto del marchese Francesco Gonzaga che ambiva alla conquista della Fortezza di Asola con ogni mezzo. Questo sarà ricostruito dal podestà Giovanni Ducco per ordine del Doge di Venezia Francesco Foscari. Si realizzava anche uno scolo ''il Gambino'' dove l’acqua serviva per alimentare le “acque nere” che ancora stagnavano per le contrade della città. 
Nel 1574 si edificò il ponte in mattoni per facilitare il passaggio dei mortai delle truppe che transitavano dirette verso Brescia. Accanto si edificò una casa del doganiere che sarà poi demolita nel 1924.
Con la caduta della Repubblica di Venezia avvenuta il 1797, Asola divenne proprietaria del mulino che proteggeva ponendovi delle guardie fisse con nuove modeste abitazioni per le famiglie dei guardiani. 
Nel 1811 i mulini, come gli altri del territorio, furono tutti messi in vendita, dovendo recuperare denaro per troppe spese di casermaggio dei soldati. Nel solo centro abitato si crearono ben otto caserme.
Nel 1906 vi furono modifiche alle ruote dei mulini con la sostituzione delle pale di legno con nuove pale in ferro ad opera della Ditta Beatini di Asola.
Nel 1924 si demoliscono alcune abitazioni accanto al mulino, per ordine del sindaco Francesco Vergani, per far posto ai nuovi lavatoi pubblici: attingendo acqua pulita dalla vicina Fossa Magna si alimentavano i lavatoi e il vaso Gambino che attraversava la città e portava acqua nei terreni della ''golena di Gavardo'' prosciugata dai suoi acquitrini.
Il mulino cessò la sua funzione nel 1975 e dopo lavori di ristrutturazione ospita moderni uffici. Oggi rimane un simbolo e punto di riferimento storico nonostante la mancanza d’acqua.

## Galleria d'immagini

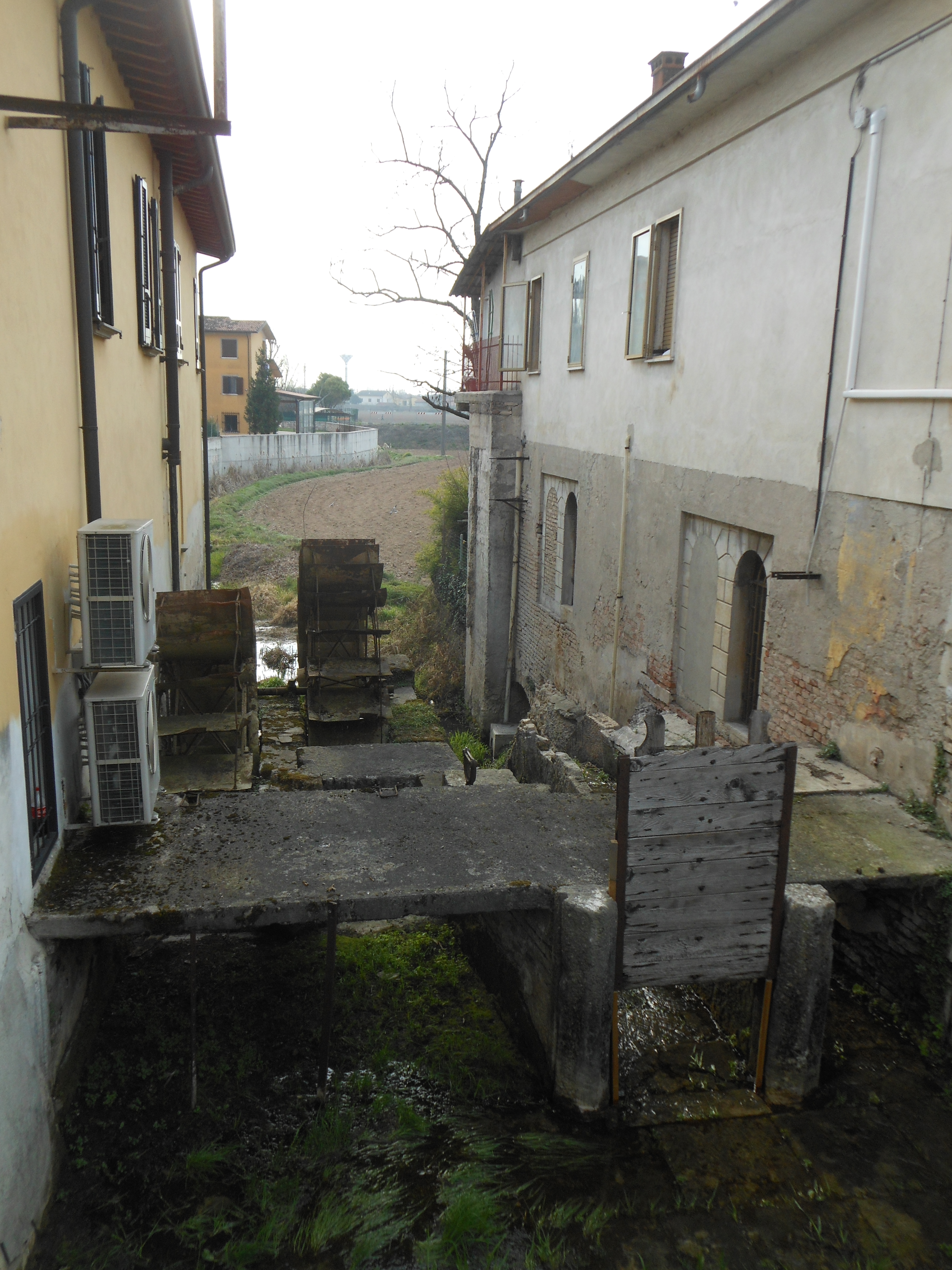